# DSA Antananarivo
Domoina Soavina Atsimondrano Antananarivo Football Club w skrócie DSA Antananarivo – madagaskarski klub piłkarski z siedzibą w Antananarywie, występujący niegdyś w pierwszej lidze madagaskarskiej.

## Sukcesy
- I liga[1]:
  - mistrzostwo (2): 1997, 1998.

## Występy w afrykańskich pucharach
| Sezon | Rozgrywki     | Runda       | Kraj     | Klub                     | Dom | Wyjazd | Dwumecz      |
| ----- | ------------- | ----------- | -------- | ------------------------ | --- | ------ | ------------ |
| 1997  | Puchar CAF    | 1           | Reunion  | US Stade Tamponnaise     | 1–0 | 0–1    | 1–1 (k. 4–2) |
| 1997  | Puchar CAF    | 2           | Botswana | Mochudi Centre Chiefs SC | 2–1 | 2–1    | 4–2          |
| 1997  | Puchar CAF    | ćwierćfinał | Nigeria  | Jasper United FC         | 0–0 | 0–2    | 0–2          |
| 1998  | Puchar CAF    | 1           | Mozambik | CD Maxaquene             | 1–0 | 0–0    | 1–0          |
| 1998  | Puchar CAF    | 2           | Uganda   | UEB FC                   | 1–0 | 2–3    | 3–3          |
| 1998  | Puchar CAF    | ćwierćfinał | Tunezja  | Club Sportif Sfaxien     | 1–0 | 0–2    | 1–2          |
| 1999  | Liga Mistrzów | wstępna     | Reunion  | SS Saint-Louisienne      | 1–1 | 0–1    | 1–2          |
| 2000  | Puchar CAF    | 1           | Zambia   | Nchanga Rangers          | 0–1 | 0–1    | 0–2          |
| 2000  | Puchar CAF    | 1           | Seszele  | St Michel United FC      | 0–0 | 0–1    | 0–1          |

## Stadion
Domowe mecze klub rozgrywa na stadionie o nazwie Stade Municipal de Mahamasina w Antananarywie, który może pomieścić 40880 widzów.